# Palaeorhiza montana
Palaeorhiza montana là một loài Hymenoptera trong họ Colletidae. Loài này được Hirashima mô tả khoa học năm 1978.